# Грибошинская волость
Грибошинская во́лость — волость в составе Великоустюжского уезда Северо-Двинской губернии РСФСР (в 1918—1924 годах), Вологодской губернии (после 1893 —1918). Волостной центр — Грибошинская.
В настоящее время территория волости в составе Лузского района Кировской области.

## История
Создана после 1893, до 1913 года.
Упразднена в 1924 году с включением территории в созданный Лальский район.